# Evans Lake (Südgeorgien)
Der Evans Lake ist ein unregelmäßig geformter und vergleichsweise tiefer See auf Südgeorgien. Im Norden der Thatcher-Halbinsel liegt er östlich der Poa Cove.
Das UK Antarctic Place-Names Committee benannte ihn 1991 nach dem Limnologen John Cynan Ellis-Evans (* 1951) vom British Antarctic Survey, der mehrfach auf Südgeorgien und Signy Island tätig war.